# Thavil

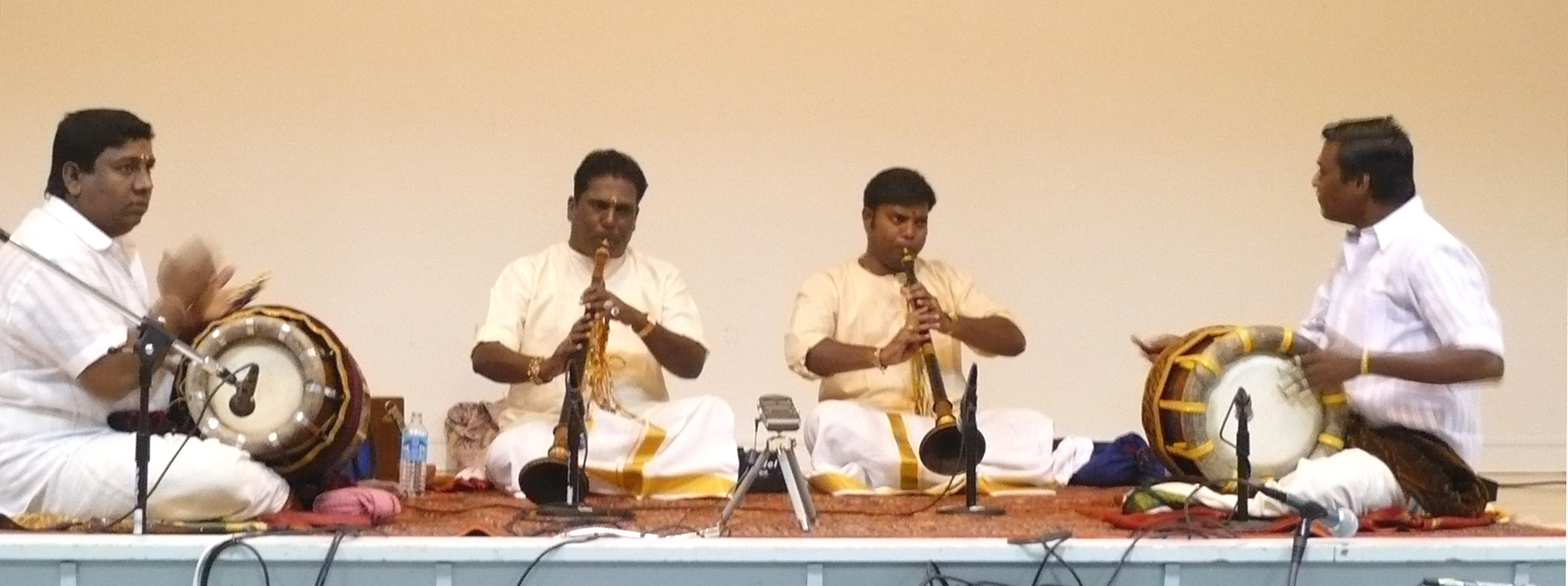
Un ensamble típico de nadaswaram y thavil

El thavil o tavil es un tambor de dos parches de la India. Es uno de los instrumentos típicos en la música carnática, de la música de los templos y de las bodas en la provincia de Tamil Nadu. Se compone de un cilindro de madera con dos aros de tubo. El parche más pequeño se deja flojo para que suene más grave al tocarse con una baqueta, mientras que el parche más grande se tensa y se toca con unos dedales. El thavil por lo general acompaña al instrumento de viento nadaswaram.